# LU-612
La Carretera  LU-612 , o Carretera de Puertomarín (en gallego Estrada de Portomarín), es una carretera que conecta la ciudad de Lugo, con Puertomarín una pequeña villa en la provincia de Lugo, la carretera tiene una longitud 23,6 kilómetros.

## Cruces
| Kilómetro | Cruces y Salidas | Notas |
| --------- | --- | ----- |
| 0,3 km    | 1ª Salida: Calle Barrio Novo 2ª Salida: Nombre de calle desconocido 3ª Salida: LU-612 4ª Salida: Coloquial:Enlace Puente Nuevo* |       |
| 0,45 km   | LU-P-2906 |       |
| 3,48 km   | LU-P-2907 |       |
| 4,5 km    | 1ª Salida: LU-12 2ª Salida: A-54 Dirección Santiago 3ª Salida: LU-612 4ª Salida: A-54 Dirección Lugo                            |       |
| 10,4 km   | Izquierda: LU-P-2403 Derecha: D.P.-2402                                                                                         |       |
| 12,62 km  | Izquierda: D.P.-1611 Derecha D.P.-1611                                                                                          |       |
| 17,8 km   | LU-P-2401 |       |
| 19,28 km  | LU-P-4903 |       |
| 22,6 km   | 1ª Salida: Camiño vecinal asfaltado 2ª Salida: LU-612 o Estrada de Circunvalación                                               |       |
| 23,6 km   | Calle Sánchez Carro |       |

*: Dada la ausencia de un nombre oficial, es denominada con su nombre coloquial.
- Datos: Q65598522